# 信太真妃
信太 真妃（しんた まき、2005年〈平成17年〉3月7日 - ）は、日本の元子役・元タレント。セントラルに所属していた。アイドルグループ・Pocchimoの元メンバー。

## 人物・経歴
- 2008年（平成20年）、3歳の時に事務所に所属する。母親によると、「演技・ダンスと教えてもらえるので習い事のような感覚で通っていた」とのこと。始めた当時は人見知りが激しく、レッスン場にも入れないくらいだった[3]。
- 2010年（平成22年）、5歳の時に出演したヤマハ音楽教室のCMでデビュー。そのCMが本人の代表作の一つにもなった。
- 2013年（平成25年）10月、『ちびまる子ちゃん』の実写ドラマで主演・まる子役を務める。事務所スタッフ曰く、「現場では一度も台本を見ない」とのこと[3]。同作が初めての主演作となった。
- 2014年（平成26年）8月、同事務所の石井萌々果・畑芽育と共に「Pocchimo」としてアイドルデビュー。同年5月にディファ有明で行われた「ぽにきゃん！アイドル倶楽部 感謝祭」に出演し、お披露目となった。メンバー名は「Maki」[1]。
- 2017年（平成29年）、事務所のHPからプロフィールが削除される。以降、芸能事務所には所属していない。
- 特技はものまね、趣味はダンス・歌・おしゃべり[4]・読書。読書については、「挿絵のないページの方がどんなシーンか想像して読めるので楽しい」とのこと。漫画は全然読まない[3]。
- 将来の夢は「いろいろできる女優さん」。好きな女優はサンドラ・ブロック。理由は『ゼロ・グラビティ』の苦しそうな演技がすごく伝わってきたからだという。本人も「サンドラ・ブロックさんみたいになりたい」と公言している[3]。
- 兄弟は、5歳年下の妹がいる。本人曰く、「いつも一緒に遊んでいるけど、玩具の取り合いですぐ喧嘩になってしまう」とのこと[4]。
- 動物好きで、ジャックラッセルテリアのラブという名前の愛犬を飼っている[5]。
- 嵐の中では、相葉雅紀が好き。理由は、「動物好きなところが一緒なのと、元気でカッコいいから」[4]。

## 出演

### テレビドラマ
- 連続テレビ小説 ゲゲゲの女房 第128話（2010年8月24日、NHK）
- モテキ（2010年7月16日 - 10月1日、テレビ東京） - 林田由真 役
- 獣医ドリトル 第3話（2010年10月31日、TBS） - 詩織 役
- 冬のサクラ 第1・3話（2011年1月16日・30日、TBS） - 石川琴音（幼少期） 役
- 風をあつめて（2011年2月11日、NHK） - 浦上杏子 役
- 四つ葉神社ウラ稼業 失恋保険〜告らせ屋〜 第11話（2011年6月16日、読売テレビ） - 川路奈々 役
- それでも、生きてゆく（2011年7月7日 - 9月15日、フジテレビ） - 深見亜季 役[6]
- HUNTER〜その女たち、賞金稼ぎ〜 第1話（2011年10月11日、関西テレビ） - 井坂茜（幼少期） 役
- DOCTORS 最強の名医 第7話 - 最終話（2011年12月8日 - 15日、テレビ朝日） - 高杉礼美 役[7]
- もう誘拐なんてしない（2012年1月3日、フジテレビ） - 花園絵里香（幼少期） 役[8]
- 世にも奇妙な物語 2012年 春の特別編 「ストーリーテラー」（2012年4月21日、フジテレビ） - 劇団員の少女 役
- 三毛猫ホームズの推理 第4話（2012年5月5日、日本テレビ） - 永江圭子（幼少期） 役
- 東野圭吾ミステリーズ 第5話（2012年8月2日、フジテレビ） - 中川宏子 役
- 最高の離婚 第4話（2013年1月31日、フジテレビ） - 初島果歩 役
- 大河ドラマ（NHK）
  - 八重の桜 第6話 - 第7話・第13話（2013年2月10日 - 17日・3月31日） - 山川常盤（少女期） 役
  - 花燃ゆ（2015年5月10日 - 12月） - 杉豊 役
- 真夜中のパン屋さん 第2・最終話（2013年5月5日・6月16日、NHK BSプレミアム） - 篠崎希実（少女期） 役
- ガリレオXX 内海薫最後の事件 愚弄ぶ（2013年6月22日、フジテレビ）
- 二十四の瞳（2013年8月4日、テレビ朝日） - 香川マスノ 役
- スペシャルドラマ ちびまる子ちゃん（2013年10月1日、フジテレビ） - 主演・さくらももこ（まる子） 役[9][10]
- 安堂ロイド〜A.I. knows LOVE?〜 第6話（2013年11月17日、TBS） - 沫嶋七瀬（幼少期） 役
- 花咲くあした（2014年1月5日 - 2月23日、NHK BSプレミアム） - 新島真由 役
- 東京ガードセンター 第2話（2014年4月17日、Dlife） - 夏木美沙 役
- 家族狩り（2014年7月4日 - 9月5日、TBS） - 駒田玲子 役
- きょうは会社休みます。 第7話（2014年11月26日、日本テレビ） - 青石花笑（少女期） 役
- アイアングランマ（2015年1月10日 - 2月14日、NHK BSプレミアム） - 高梨チカ 役
- 三匹のおっさん2〜正義の味方、ふたたび!!〜 第2話（2015年5月1日、テレビ東京） - 中村みちる 役
- スミカスミレ 45歳若返った女（2016年2月5日、テレビ朝日） - 如月澄（幼少期） 役
- コールドケース 〜真実の扉〜 第2話（2016年10月29日、WOWOW） - 石川百合（幼少期）役
- アイアングランマ2（2018年6月3日 - 7月8日、NHK BSプレミアム） - 高梨チカ 役

### 映画
- しあわせのパン（2012年1月28日、アスミック・エース） - 水縞りえ（幼少期） 役
- セイジ -陸の魚-（2012年2月18日、ギャガ / キノフィルムズ） - 絵美 役
- 任侠ヘルパー（2012年11月17日、東宝） - 仙道蒔 役
- 風立ちぬ（2013年7月20日、東宝） - 堀越加代（幼少期 / 声） 役
- 潔く柔く（2013年10月26日、東宝） - 柿之内希実 役

### バラエティ
- ピラメキーノ（2012年8月 - 2015年9月、テレビ東京） - 複数コーナー出演

### CM
- YAMAHA ヤマハ音楽教室（2010年1月 - ）
- ハウス食品 フルーチェ（2010年 - ）
- パイロット メルちゃん（2010年 - ）
- ハシモト フィットちゃんランドセル（2011年8月 - ）
- SONY BRAVIA（2011年10月 - ） - WEBCM
- ユニー アピタ COOL FUNCTION（2012年4月 - ） - 店頭VP

## CD・DVD
- チャチャマンボ島（間寛平とのユニット「まきたんとかんぺいたん」名義 / 2012年7月4日、よしもとアール・アンド・シー）